# Buphever
Buphever var en landsby og et sogn på den nordfrisiske ø Strand i det vestlige Sønderjylland/Slesvig. Landsbyen gik under ved den anden store manddrukning i oktober 1634. Den var beliggende på øens vestlige del vest for Kongsbøl i Edoms Herred (en del hørte dog under Pelvorm Herred), nu nord for øen Pelvorm ved prilen Rummelhul. Landsbyen skal være bygget af genvundne byggematerialer af den ved stormfloden 1362 undergåede landsby Heverdam. Sognets sydøstlige del kaldtes for Langeland (også Langsland).
Buphever Kog blev inddiget i 1445 og samme år skal også kirken være opført. Kirken var viet til den hellige Laurentius. I 1551 blev sognet landfæstet med Pelvorm. I vandfloden 1634 druknede her 340 mennesker. Kun 34 familier blev tilbage, hvoraf de fleste senere slog sig ned på Pelvorm. Klokketårnet og to møller blev under stormfloden bortrevet. Efter floden begyndte mange igen at istandsatte byen og kirken, men måtte opgive 1640. Døbefonten kom til Pelvorm, klokken til Østerhever.
Stednavnet er nordfrisisk og betyder over Heveren (sammensat af gammel-nordfrisisk bup≈over og Heveren). Den 1939 inddigede Bupheverkog har fået navn efter det gamle Buphever